# Todd Stashwick
Todd Stashwick (ur. 16 października 1968 w Chicago, w stanie Illinois) – amerykański aktor filmowy i telewizyjny.

## Życiorys
Urodzony w Chicago, dorastał na przedmieściach na prawo poza miastem. Jako dziecko zawsze miał jeden cel, by rozśmieszać ludzi i pracować w Chicago wraz z komediową trupą The Second City. Gdy uczęszczał do szkoły średniej Hoffman Estates High School, wziął udział w musicalu Skrzypek na dachu (Fiddler on the Roof). Wkrótce po ukończeniu Uniwersytetu Stanu Illinois, zaczął występować w kilku miejscowych teatrach improwizujących i szybko został zaangażowany do komediowej trupy The Second City, z którą odbył tournée po całym kraju. Następnie przeniósł się do Nowego Jorku i pojawił się w programie NBC Saturday Night Live. Występował potem w teatrze improwizującym The Hothouse w Północnym Hollywood.
Na małym ekranie zagrał gościnnie w sitcomie Przypomnij sobie WENN (Remember WENN, 1997), serialach NBC – Prawo i porządek (Law & Order, 1998), Prawo i bezprawie (Law & Order: Special Victims Unit, 1999), sitcomie Fox Titus (2000), serialu fantasy Warner Bros. Buffy: Postrach wampirów (Buffy the Vampire Slayer, 2001), serialach kryminalnych CBS – Diagnoza morderstwo (Diagnosis Murder, 2000), CSI: Kryminalne zagadki Las Vegas (2002), CSI: Kryminalne zagadki Miami (CSI: Miami, 2004), Detektyw Monk (Monk, 2004). Jego kinowym debiutem były komedie – Whacked (1998) i Czyste dni w piekle (Lucid Days in Hell, 1999) z Kerrem Smithem. Potem wystąpił w sensacyjno-przygodowej komedii Witajcie w dżungli (The Rundown, 2003) u boku Dwayne’a Johnsona, Christophera Walkena i Seanna Williama Scotta, komedii romantycznej Nadchodzi Polly (Along Came Polly, 2004) z Benem Stillerem i Jennifer Aniston, komedii romantycznej fantasy Nory Ephron Czarownica (Bewitched, 2005) z Nicole Kidman i komedii Ja, ty i on (You, Me and Dupree, 2006) u boku Owena Wilsona, Kate Hudson i Matta Dillona.
Po nieudanym małżeństwie z Charity Stashwick, po raz drugi się ożenił. Ma jedno dziecko.